# カーナル・フォージ
カーナル・フォージ(Carnal Forge)は、スウェーデンのデスラッシュバンドである。バンド名は、カーカスのアルバム『ハートワーク』（1993年）に収録された曲にちなんでいる。

## 略歴
1997年に、メロディックデスメタルバンド、イン・ザイ・ドリームスのギタリスト、ヤリ・クーシスト (G)と、パワーメタルバンド、スティール・アタックのボーカリスト、ステファン・ヴェステルベリ (Dr)を中心に結成。その後、ヨハン・マグナソン (G)、デニス・ヴェストマン (B)、ヨナス・キェルグレン (Vo)が加入し、活動を本格化する。デモ『Sweer Bride』をリリースし、これをきっかけに、WARミュージックと契約し、1stアルバム『Who's Gonna Burn』をリリースしデビューする。
デビュー後、デニス・ヴェストマンがスティール・アタックでの活動に専念するために脱退し、ヤリ・クーシストの実弟、ペトリ・クーシスト (B)が加入。レーベルをセンチュリー・メディア・レコードに移して、2000年に2ndアルバム『Firedemon』をリリース。リリース後、ヨハン・マグナソンが脱退。メンバー補充をせず、ペトリ・クーシストがギターを兼任して、2001年に3rdアルバム『Please...Die!』をリリース。その後、サポート・メンバーを経て、ラーシュ・リンデン (B)が加入。ペトリ・クーシストはギター専任になった。
2003年に4thアルバム『The More You Suffer』をリリース。同アルバムは、サウンドホリックから日本盤がリリースされ、日本デビューを果たした。この時、3rdアルバムも同時に日本盤がリリースされた。2004年に5thアルバム『Aren't You Dead Yet?』をリリース。同年には、ライブDVD『Destroy Live』をリリース。
ヨナス・キェルグレンが脱退したため、イェンス・モーテンセン (Vo)が加入。キャンドルライト・レコードに移籍して、6thアルバム『Testify for My Victims』をリリース。その後、バンドの結成メンバーのヤリ・クーシスト、及びイェンス・モーテンセンが脱退する。そのため、ペーテル・ツシル (Vo)と、ディノ・メダンホジック (G)が加入。
2010年になって、ステファン・ヴェステルベリが脱退したため、クリス・バーケンショー (Dr)が加入した。この脱退で、1stアルバム作成時のメンバーは誰一人として居なくなった。2011年11月末に、活動を休止した。
2013年春に活動を再開。活動再開時にメンバーに変更が起こっており、活動休止前から引き続き参加しているのは、ペトリ・クーシスト (G)とラーシュ・リンデン (B)の2人のみで、ヤリ・クーシスト (G)とイェンス・モーテンセン (Vo)が復帰、ローレンス・ディナマルカ (Ds)が新加入した。2018年9月にイェンス・モーテンセンが脱退し、トミー・ヴァールベリ (Vo)が加入した。2019年に復活作となる7thアルバム『Gun to Mouth Salvation』をリリースした。
2022年1月下旬、ギタリストのヤリ・クーシストが脱退した。脱退の理由として、ヤリは他の活動に注力したいと考えるようになったこと、またカーナル・フォージの活動に以前ほどの情熱がなくなってしまったことを挙げている。2023年2月、ドラマーのローレンス・ディナマルカが脱退した。ディナマルカは、フリーランスのドラマーとしての活動に注力していくとしており、様々なスタイルの音楽を学ぶために様々な音楽グループとかかわっていきたいと述べている。
2025年5月、ベーシストのラーシュ・リンデンが長年にわたる癌との闘病の末に逝去した。
2013年には、カーナル・フォージの現メンバーのイェンス・モーテンセン (Vo)、ヤリ・クーシスト (Rhythm G)、ラーシュ・リンデン (B)と、元メンバーのステファン・ヴェステルベリ (Ds)の4人にマグヌス・セーデルマン (Lead G)を加えた5人で、サイドプロジェクトのスラッシュメタルバンド・リーチを結成。1stアルバム『Cyanide Christ』をリリースしている。

## メンバー

### 現メンバー
- トミー・ヴァールベリ (Tommie Wahlberg) - ボーカル (2018-)
- ペトリ・クーシスト (Petri Kuusisto) - ギター (2000-2011, 2013-)

2ndアルバムでは、ベース専任、3rdアルバムではギター・ベース兼任で、4thアルバムからギター専任になった。イン・ザイ・ドリームスでも活動していた。

### 旧メンバー
- ヨナス・キェルグレン (Jonas Kjellgren) - ボーカル (1997-2004)

センティネクス、スカー・シンメトリー、ワールド・ビロウ、デラモート等でも活動。ギタリストとしても活動している。
- ペーテル・ツシル (Peter Tuthill) -ボーカル (2008-2011)

コンストラクデッド、エボニー・ティアーズ、Dog Faced Gods、Despite等でも活動。ベーシストとしての活動もある。
- イェンス・モーテンセン (Jens C. Mortensen) - ボーカル (2004-2007, 2013-2018)

リーチ、スラップダッシュでも活動。ワン・アワー・ヘルではベーシストとしても活動。
- ヨハン・マグナソン (Johan Magnusson) - ギター (1997-2001)

コンストラクデッドでベーシストとして活動していた。
- ディノ・メダンホジック (Dino Medanhodzic) - ギター (2008-2011)
- ヤリ・クーシスト (Jari Kuusisto) - ギター (1997-2007, 2013-2022)

リーチ、イン・ザイ・ドリームスでも活動。ペトリ・クーシストの実兄。
オムニアム・ギャザラムで活動していたベーシストは、同姓同名の別人。
- デニス・ヴェストマン (Dennis Vestman) - ベース (1997-2000)

スティール・アタックで活動中。
- ラーシュ・リンデン (Lars Linden) - ベース (2001-2011, 2013-2025)

サポートメンバーを経て正式加入。リーチなどで活動。ギタリストとしても活動していた。2025年5月に癌により死去。
- ステファン・ヴェステルベリ (Stefan Westerberg) - ドラム (1997-2010)

イン・ザイ・ドリームス、ワールド・ビロウ、スティール・アタック、リーチでも活動。ボーカリストとしても活動している。
- クリス・バーケンショー (Chris Barkensjö) - ドラム (2010-2011)

カーモス、フェイス・ダウン、コンストラクデッド、ザ・レジスタンスでも活動。
- ローレンス・ディナマルカ (Lawrence Dinamarca) - ドラム (2013-2023)

ナイトレイジ、エターナル・オータム、ブリーディング・ユートピア、フル・フォー・ナイトメアズ、マンティコラ、シックオーマニア、アストラル・カーニヴァル、ロック・ヴォストーク、アヴァンド、スカー・シンメトリー（ライヴセッション）でも活動。

## ディスコグラフィー

### アルバム
- Who's Gonna Burn (1998)
- Firedemon (2000)
- プリーズ・・・ダイ! -  Please... Die! (2001)
- ザ・モア・ユー・サファー - The More You Suffer (2003)
- アーント・ユー・デッド・イェット? - Aren't You Dead Yet? (2004)
- Testify for My Victims (2007)
- Gun to Mouth Salvation (2019)

### DVD
- Destroy Live (2004)